# Sauris acanthina
Sauris acanthina là một loài bướm đêm trong họ Geometridae.